# Johann Kaspar von Stadion

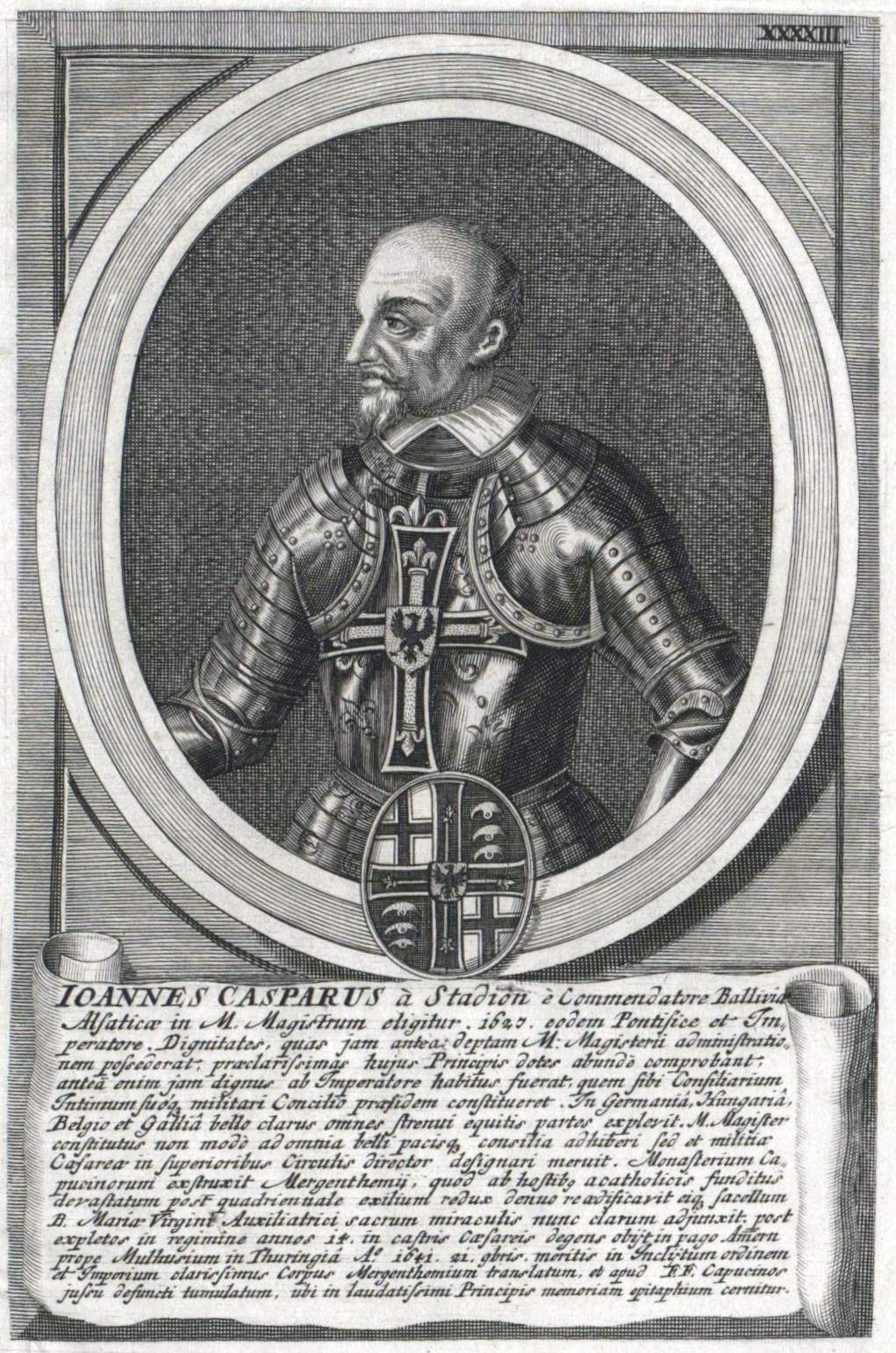
Johann Caspar von Stadion

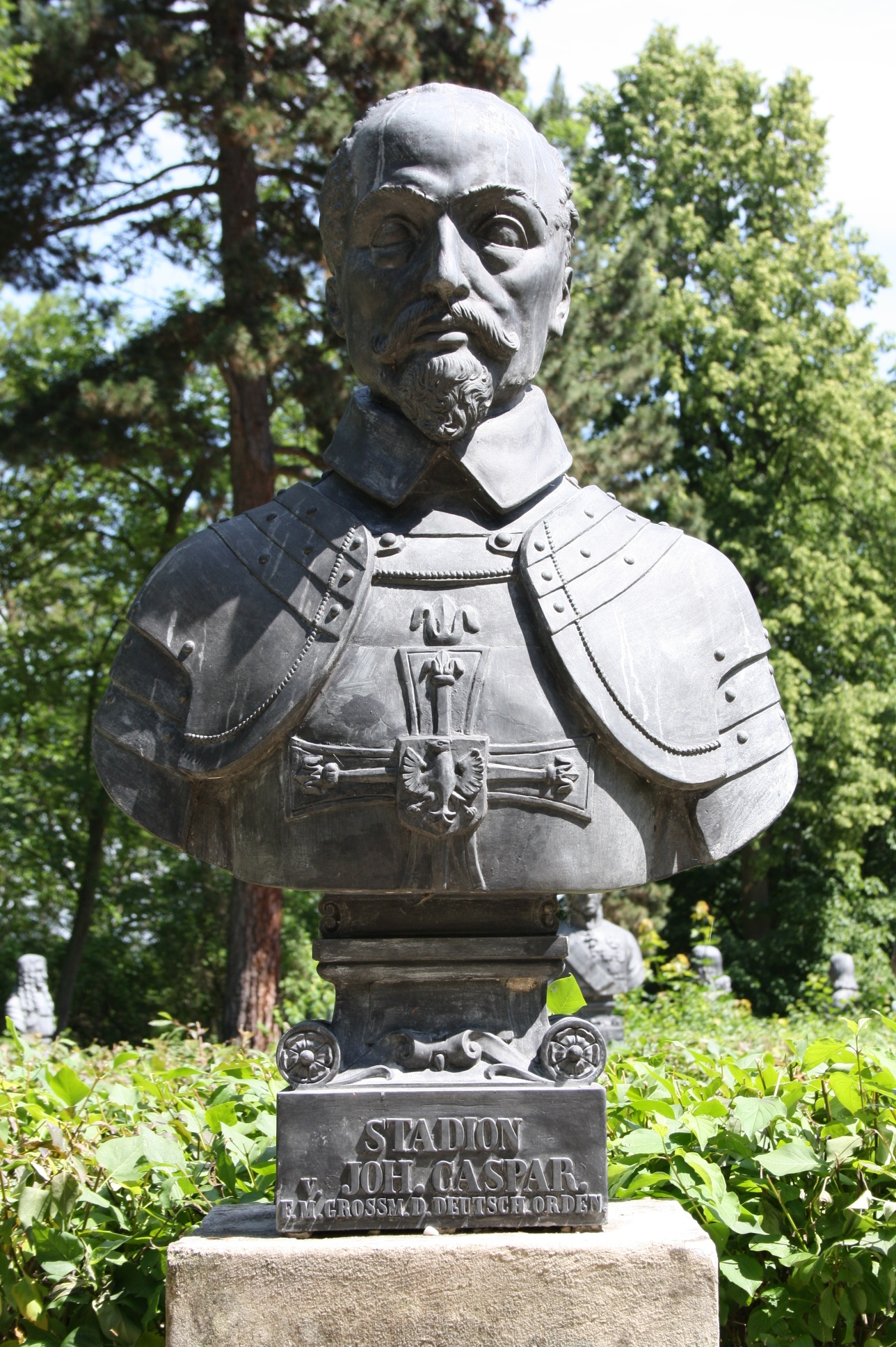
Büste von 1849 in der Gedenkstätte Heldenberg

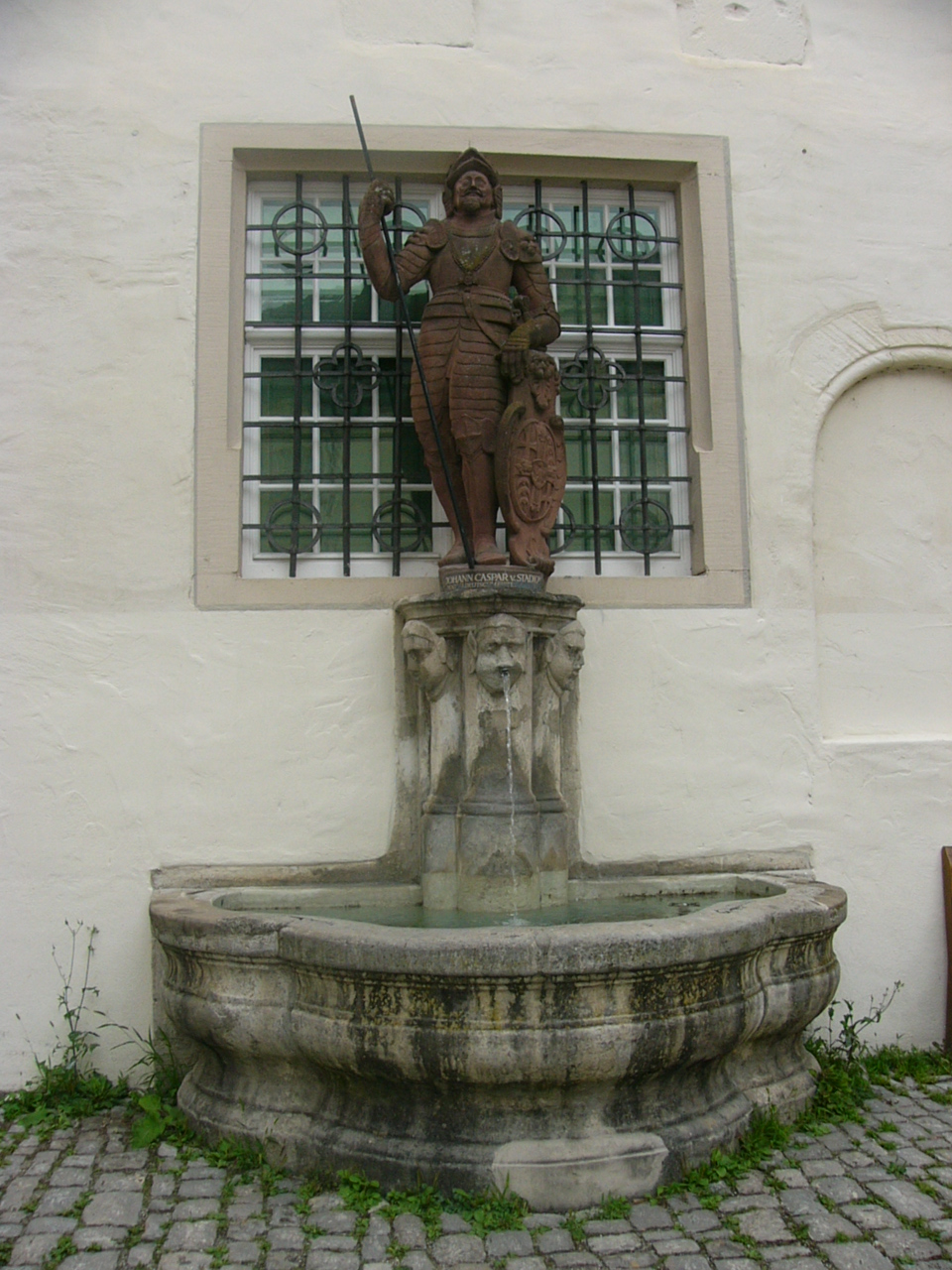
Der Hochmeister als Brunnenfigur in Deutschordensschloss in Bad Mergentheim

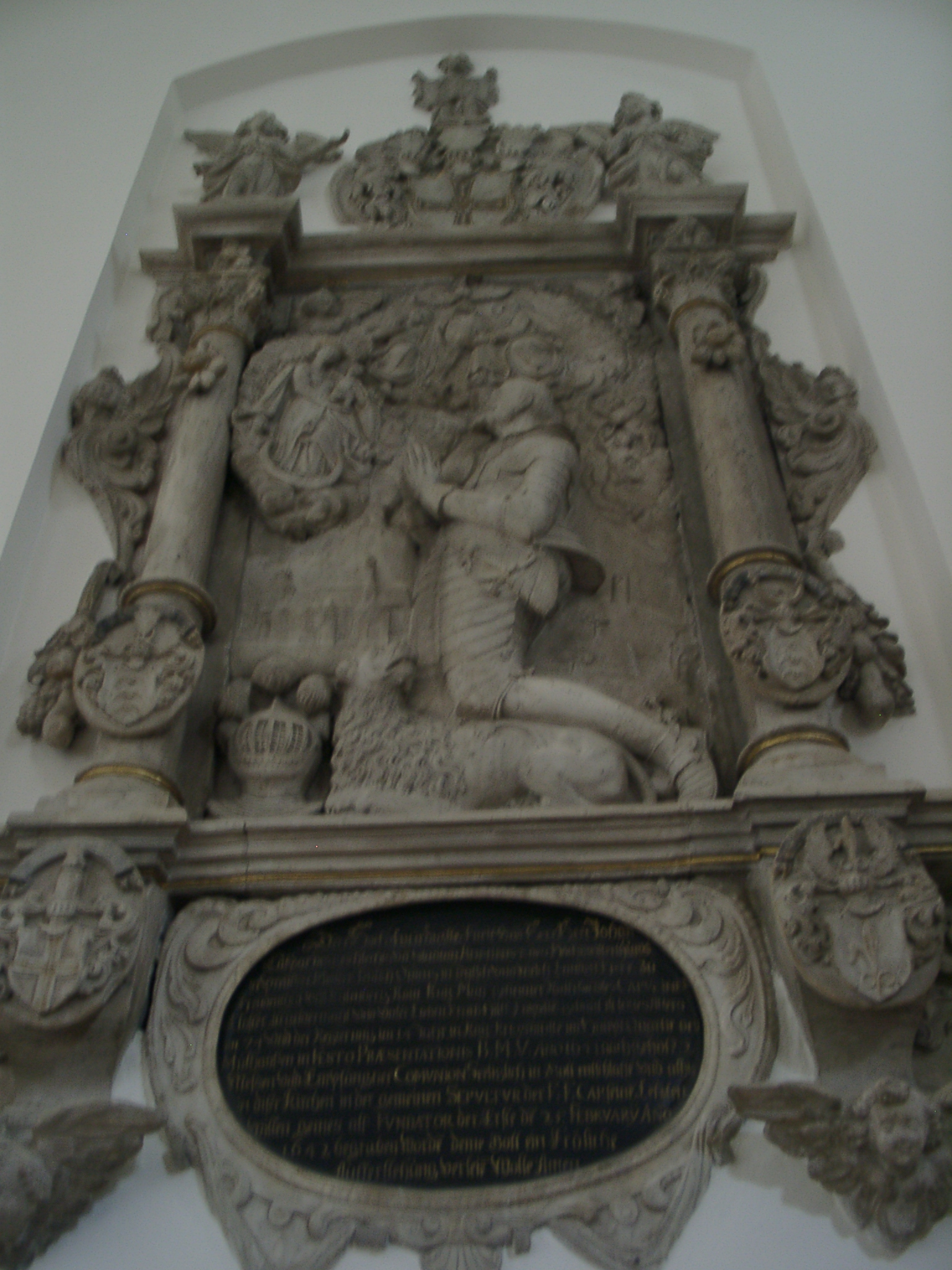
Grabmal in der Kapuzinerkirche Bad Mergentheim

Johann Kaspar von Stadion (* 21. Dezember 1567 in Belfort; † 21. November 1641 in Ammern bei Mühlhausen in Thüringen) war der 45. Hochmeister des Deutschen Ordens von 1627 bis 1641. Er war Präsident des Hofkriegsrats und Geheimer Rat von Kaiser Ferdinand II.

## Leben
Johann Kaspar von Stadion stammt aus der elsässischen Linie des Adelsgeschlechts der von Stadion. Sein Vater war Johann Ullrich von Stadion, seine Mutter Apollonia von Nanckenreuth. Er war Herr von Freudenthal und Eulenburg. Johann Theobald von Stadion († 1585), Domdekan in Mainz, war sein älterer Bruder; Franz Kaspar von Stadion (1637–1704), der spätere Fürstbischof von Lavant, sein Großneffe.
Er trat dem Deutschen Orden 1594 bei und diente bereits in jungen Jahren am Hof von Maximilian III., auch bei seinem Feldzug auf dem Balkan und in Ungarn im Langen Türkenkrieg. Er war zuletzt sein Oberstkämmerer und Oberhofmeister. 1606 war er Komtur in Freiburg, von 1609 bis 1628 in Beuggen, 1626 Landkomtur im Elsass und 1629 Landkomtur der Deutschordensballei Schwaben-Elsass-Burgund. Er wurde von Kaiser Ferdinand II. 1619 zum obersten Hofkriegsrat berufen und 1622 zum Geheimen Rat bestimmt. Von 1619 bis 1624, den ersten Kriegsjahren des Dreißigjährigen Krieges war er ein Berater von Maximilian von Liechtenstein. Am 30. Dezember 1627 erfolgte seine Wahl zum Hochmeister. Seine Regentschaft fiel in die Zeit des Dreißigjährigen Krieges, nachdem Gustav Adolf von Schweden bis in den Süden des Reiches vorgestoßen war und nach seinem Tod der schwedische Feldherr Bernhard von Sachsen-Weimar neben vielen anderen Städten im Süden des Reiches 1633 auch Regensburg und Nördlingen erobert hatte. Johann Kaspar stand als Assistenzrat von Ferdinand III. diesem als militärstrategischer Ratgeber zur Seite und hat sich im Sommer 1634 auch an der Rückeroberung der Stadt Regensburg von den Schweden im Kampf um Regensburg und danach an der Schlacht bei Nördlingen beteiligt.
Als Belohnung für seine Kaisertreue erhielt er für den Deutschen Orden die zuvor von Georg Friedrich Graf von Hohenlohe eingezogene Grafschaft Weikersheim mit allen Rechten verliehen.  Dem hochbetagten Hochmeister wurde Leopold Wilhelm von Österreich als Koadjutor zu Seite gestellt, allerdings rief man ihn immer wieder als strategischen wie diplomatischen Berater zu den Feldzügen. Er starb 1641 während der Vorbereitungen für eine weitere Kampagne des Krieges. Er erlitt am 21. November um 10 Uhr vormittags im Feldlager einen Schlaganfall und starb um 19 Uhr am Abend in einem Bauernhaus in Ammern.

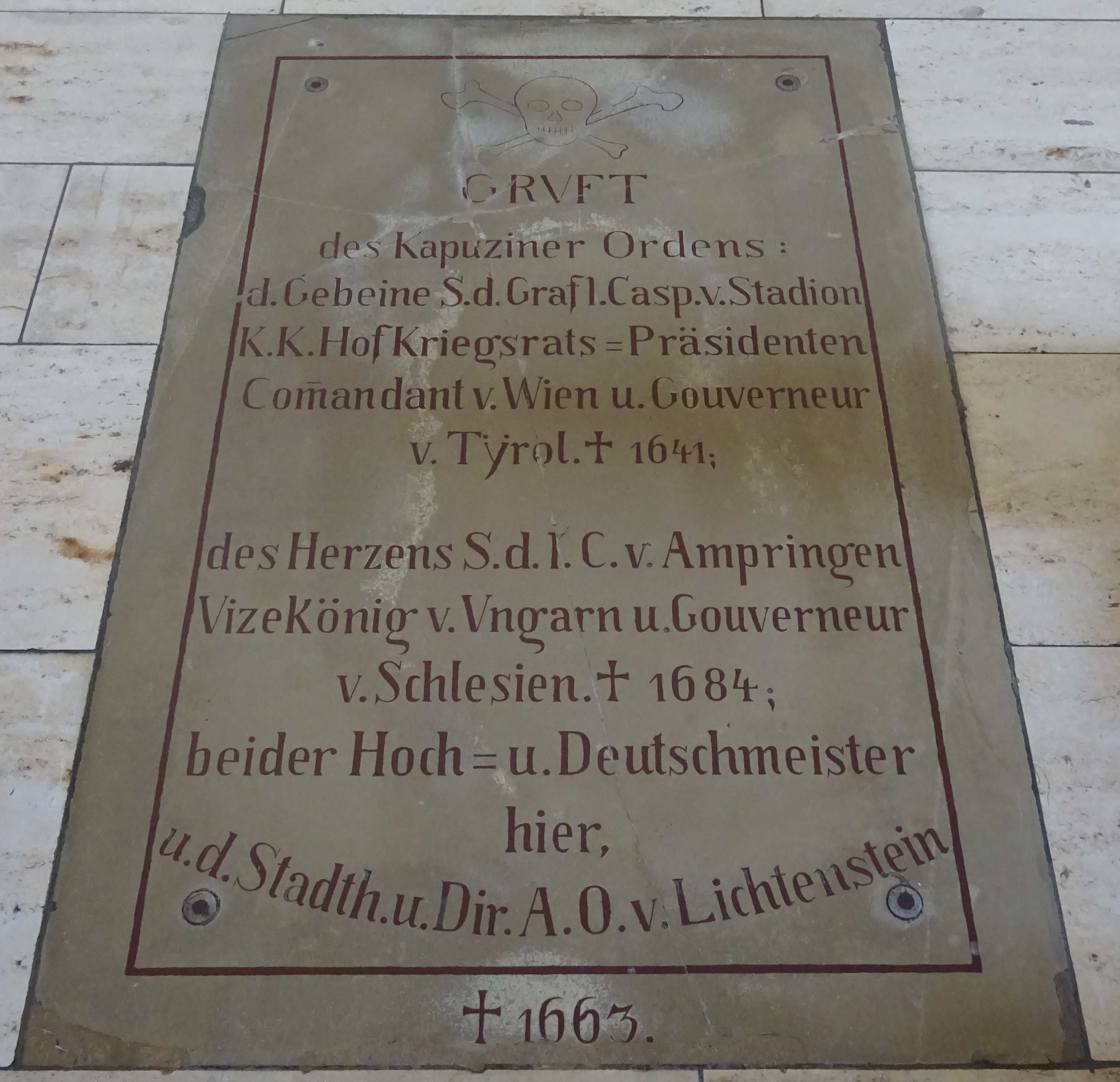
Gräber von Johann Kaspar von Stadion, Johann Caspar von Ampringen und Augustin Oswald von Lichtenstein

Ein Totenschild mit seinem Wappen findet sich in der Pfarrkirche St. Martinus in Oberstadion (Alb-Donau-Kreis).
Eine Büste von ihm steht in der 1849 errichteten Helden-Allee der Gedenkstätte Heldenberg in Niederösterreich.